# Belawan Pulau Sicanang
Belawan Pulau Sicanang is een bestuurslaag in het regentschap Medan van de provincie Noord-Sumatra, Indonesië. Belawan Pulau Sicanang telt 14.696 inwoners (volkstelling 2010).